# Bronisław Hackbeil
Bronisław Marian Hackbeil (ur. 25 marca 1878, zm. 1 września 1945) – polski lekarz z tytułem doktora, podpułkownik lekarz Wojska Polskiego.

## Życiorys
Urodził się 25 marca 1878. Ukończył studia medyczne uzyskując tytuł doktora. Służył w c. i k. Armii. W latach 1912–1913 wziął udział w mobilizacji sił zbrojnych Monarchii Austro-Węgierskiej, wprowadzonej w związku z wojną na Bałkanach. W 1917 roku pełnił służbę w Szpitalu Garnizonowym Nr 15 w Krakowie. Na stopień lekarza sztabowego (niem. Stabsarzt) został mianowany ze starszeństwem z 1 sierpnia 1917 roku.
Po odzyskaniu przez Polskę niepodległości został przyjęty do Wojska Polskiego w stopniu majora jako były oficer armii austriackiej. Został awansowany do stopnia podpułkownika lekarza ze starszeństwem z dniem 1 czerwca 1919. W 1923, 1924 był dowódcą 5 batalionu sanitarnego w Krakowie. W 1928 jako podpułkownik przeniesiony w stan spoczynku zamieszkiwał w Krakowie. W 1934 jako oficer w stanie spoczynku był przydzielony do Kadry Zapasowej 5 Szpitala Okręgowego i pozostawał wówczas w ewidencji Powiatowej Komendy Uzupełnień Kraków Miasto.
3 listopada 1922 został wybrany do Izby Lekarskiej w Krakowie. Na przełomie lat 20./30. był lekarzem chorób wewnętrznych w Krakowie. 
16 czerwca 1934 towarzyszył Eugenii Pierackiej w drodze z Nowego Sącza do Warszawy po śmierci jej syna, zamordowanego dzień wcześniej ministra Bronisława Pierackiego. Do 1939 był przypisany do adresu ulicy F. Szopena 23. Był dyrektorem schroniska dla inwalidów wojennych oraz kierownikiem referatu inwalidzkiego PCK.

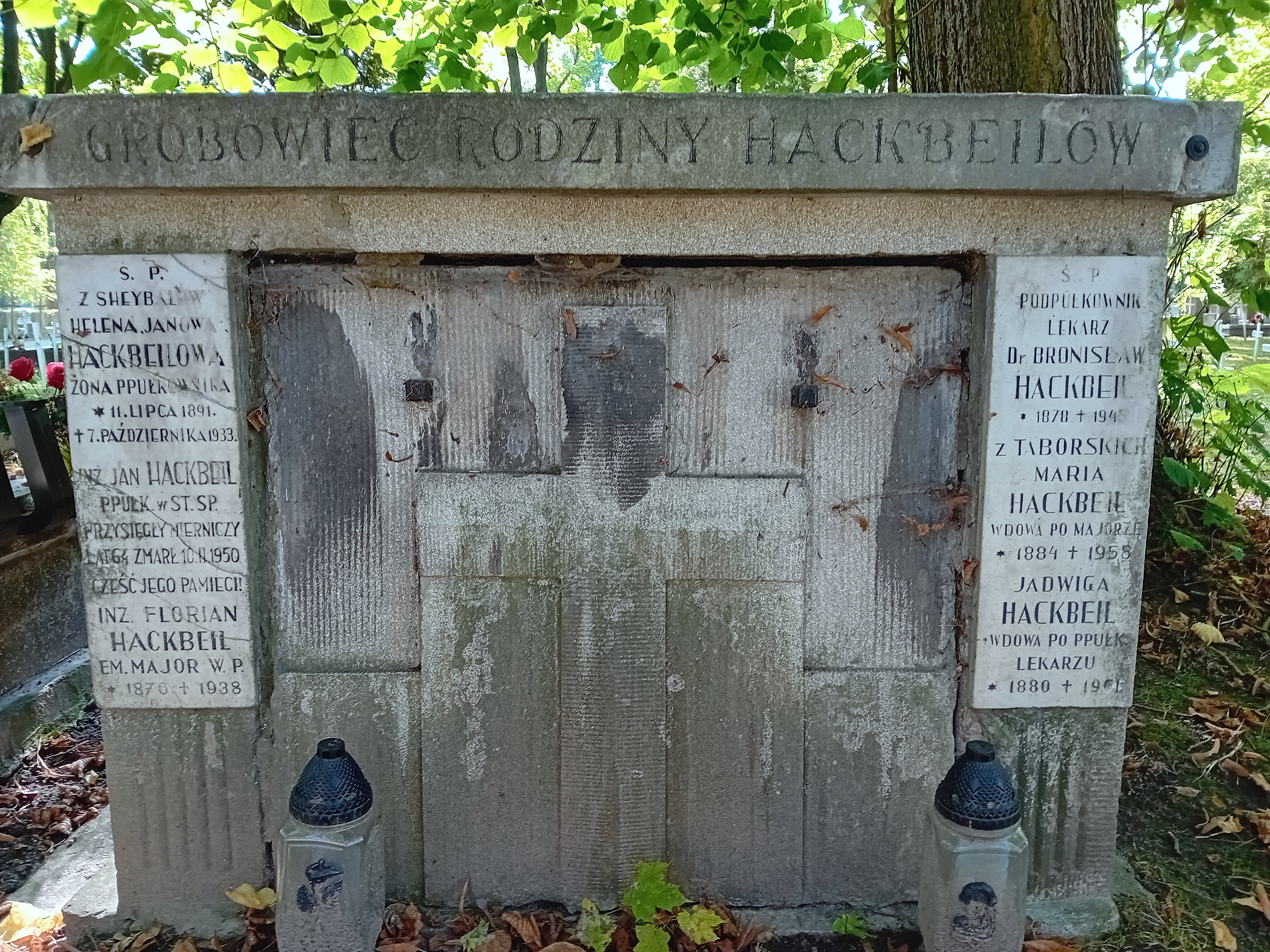
Grobowiec Hackbeilów

Był żonaty. Zmarł 1 września 1945. Został pochowany na krakowskim cmentarzu wojskowym–Rakowickim 4 września 1945 (w tym samym miejscu został pochowany ppłk inż. Jan Hackbeil, żyjący w latach 1885–1950, oficer i mierniczy przysięgły).

## Ordery i odznaczenia
- Krzyż Walecznych
- Krzyż Kawalerski Orderu Franciszka Józefa z dekoracją wojenną[2]
- Brązowy Medal Jubileuszowy Pamiątkowy dla Sił Zbrojnych i Żandarmerii[2]
- Krzyż Jubileuszowy Wojskowy[2]
- Krzyż Pamiątkowy Mobilizacji 1912–1913[2]